# Universal Carrier
La Universal Carrier, noto anche come Bren Gun Carrier, era un piccolo veicolo corazzato cingolato prodotto in Gran Bretagna. Venne intensamente utilizzato durante la seconda guerra mondiale per il trasporto del personale, come veicolo di supporto alla fanteria, come piattaforma per alcuni armamenti o come trattore d'artiglieria per il cannone da 2 pdr (40 mm) o da 6 pdr (57 mm). La produzione totale fu di 113.000 esemplari tra il 1934 e il 1960, rendendo così la Universal Carrier uno dei veicoli corazzati di maggior successo della storia.

## Sviluppo
La Universal Carrier venne sviluppata per sostituire la precedente Carden-Loyd Mk VI. Questa era anch'essa un piccolo veicolo blindato, o Tankette come veniva chiamata all'epoca, realizzato alla fine degli anni venti. Come base per il nuovo veicolo venne scelto il trattore leggero VA D50, progettato nel 1935 da John Carden e da Vivian Loyd alla Vickers. Questo veicolo si dimostrò un ottimo mezzo e l'esercito britannico ne ordinò lo sviluppo. Nel 1936 vennero prodotti i primi esemplari che si differenziavano per l'utilizzo al quale erano destinate. In pratica si trattava di mezzi specializzati con i quali soddisfare precise necessità quali la ricognizione, l'impiego di mitragliatrici leggere o pesanti o per la cavalleria. Esistevano così la Medium Machine Gun Carrier, la Bren Gun Carrier, la Scout Carrier e la Cavalry Carrier. Divenne però evidente che la produzione di un solo mezzo, che potesse adattarsi ai vari compiti, era preferibile alla realizzazione di versioni diverse dello stesso mezzo. Nacque così la Universal Carrier.
Presentata nel 1940 e alla fine diverrà il veicolo di questa categoria prodotto nel maggior numero di esemplari. Rispetto alle versioni precedenti la parte posteriore dello scafo aveva una forma rettangolare in modo da garantire uno spazio maggiore per il trasporto. L'equipaggio era composto da pilota e comandante che sedevano affiancati nella parte anteriore del mezzo. Il veicolo veniva guidato con un volante posto in posizione verticale. La corazzatura posta di fronte al comandante si allargava permettendo così il montaggio di una mitragliatrice Bren da 7,7 mm che sparava attraverso una feritoia. Il motore era posto al centro del cingolato ed azionava le ruote posteriori del treno di rotolamento. Ai lati del propulsore erano state realizzate due aree nelle quali potevano essere trasportati personale o materiali. Sulla Universal Carrier potevano essere montate una mitragliatrice Vickers o Bren oppure un fucile anticarro Boys. Però, nonostante fosse conosciuta anche come Bren Gun Carrier, va detto che non sempre il veicolo era armato.

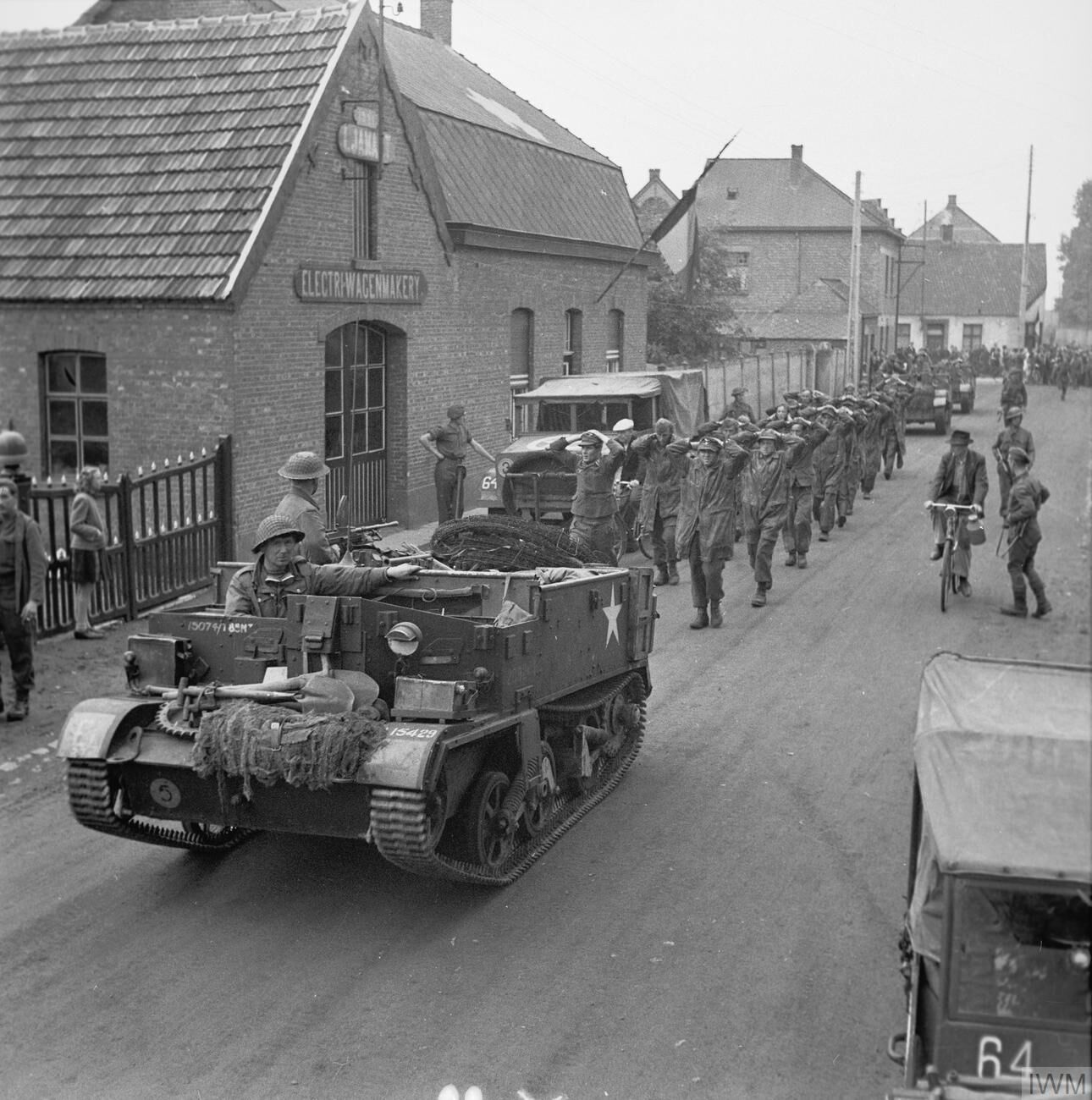
Una Bren Carrier utilizzata nella scorta di prigionieri

La corazzatura del cingolato era molto leggera e limitata alla parte frontale e laterale del mezzo. Poteva resistere ai colpi delle sole armi leggere e non era in grado di resistere ai colpi delle armi pesanti. Sia la zona nella quale prendeva posto l'equipaggio sia il compartimento di carico erano scoperte. Inoltre l'altezza della corazzatura esponeva completamente la parte superiore del corpo dell'equipaggio e degli eventuali passeggeri.

## Produzione
In Gran Bretagna la Universal Carrier venne prodotta da diverse società per un totale di circa 57.000 esemplari. Venne prodotta anche in Canada (29.000 esemplari), Australia (ca. 5.000), Nuova Zelanda (ca 1.300) e negli Stati Uniti d'America (ca 20.000). La versione canadese era designata anche Windsor Carrier.

## Versioni
- Universal Carrier Mk. I: Prima versione prodotta
- Universal Carrier Mk. II: Versione equipaggiata con gancio di traino
- WASP: Versione armata con un lanciafiamme

### Versioni australiane
- LP1 Carrier (Aust): Prima versione prodotta in Australia della Bren Gun Carrier
- LP2 Carrier (Aust): Prima versione realizzata in Australia e in Nuova Zelanda della Universal Carrier
- 2 pdr Anti-Tank Gun Carrier (Aust): Conosciuta anche come Carrier, Tank Attack, 2-pdr (Aust) era una versione ampiamente modificata e allungata della LP2. Nella parte posteriore era stata montata una piattaforma armata con il cannone da 2 pdr che poteva ruotare di 360°. Il motore era stato spostato nella parte anteriore del veicolo. Questo mezzo trasportava anche 112 proiettili. Ne furono prodotte 200 che vennero principalmente impiegate per l'addestramento
- 3 in Mortar Carrier (Aust): Denominata anche Carrier, 3 in Mortar (Aust) era una versione, basata sulla 2 pdr Carrier, armata con un mortaio da 76 mm. Era possibile fare fuoco sia con il pezzo montato sul mezzo che smontare il mortaio dal veicolo. Ne furono realizzati 400 esemplari che, durante il conflitto, furono forniti all'Esercito Cinese Nazionalista

### Versioni canadesi
- Windsor Carrier: Versione prodotta in Canada. Allungata di 76 cm rispetto alla versione standard e dotata di una ruota aggiuntiva al treno di rotolamento.
- WaspMk IIC: Versione lanciafiamme con più uomini di equipaggio, minore autonomia e più carburante per il lanciafiamme.

### Versioni statunitensi
- T-16: Conosciuta anche come Carrier, Universal, T16, Mark I era una versione migliorata e aggiornata del veicolo. Come base venne utilizzata la Windsor Carrier prodotta in Canada riprendendone lo scafo e l'impostazione. Il motore era il Ford Mercury e la guida avveniva con il sistema delle leve/freni al posto del volante. La produzione della T-16 avveniva presso la Ford negli Stati Uniti sulla base della legge Affitti e Prestiti. La produzione iniziò nel marzo del 1943 e si concluse nel 1945. Venne utilizzata principalmente dalla forze armate canadesi quale trattore d'artiglieria. Dopo la conclusione della guerra fu impiegata dalle forze armate della Svizzera e dei Paesi Bassi.

### Versione italiana
- Fiat 2800: nel 1942, su specifica del Regio Esercito, la Fiat realizzò una copia fedele delle Universal Carrier catturate, rimasta poi allo stato di prototipo.

### Versioni tedesche
- Fahrgestell Bren (e): Designazione delle Universal Carrier catturate dalla Wehrmacht e riutilizzate per il traino del cannone anticarro da 37 mm.
- Panzerjäger Bren 731 (e): Designazione delle Universal Carrier catturate dalla Wehrmacht e armate con tre armi controcarro a razzo tipo Panzerschreck. Fu probabilmente il primo veicolo anticarro armato solo con razzi.

### Versioni sperimentali
- Praying Mantis: Versione sperimentale. Lo scafo era stato sostituito da una struttura metallica chiusa capace di ospitare pilota e comandante. L'intera unità poteva elevarsi sulla parte posteriore dei cingoli, da cui il nome di Mantide religiosa dato al mezzo, per fornire una postazione di tiro elevata.

L'Armata Rossa ricevette un certo numero di Universal Carrier, che riutilizzó spesso come trattore leggero d'artiglieria o addirittura come veicolo blindato da trasporto truppe. Molti furono però riconvertiti sul campo in svariati modi, con cannoni leggeri da 45 mm installati in portee o con complessi quadrinati di mitragliatrici. Il mezzo però venne consegnato ai comandi in 3 versioni principali: con fucile anticarro PTRS-41 o PTRD-41, come carro comando, dotato di un mortaio da 50 mm (posizionato al posto dell'usuale fucile anticarro nella gondola frontale, dove, nelle versioni sovietiche, risiedeva non il pilota, ma il suo secondo), una mitragliatrice DT per il fuoco antiaereo, di un binocolo d'artiglieria, di un radiogoniometro e di una potente ricetrasmittente con 15 Km di raggio d'azione in movimento (27 da fermo) e una versione con un mortaio pesante HM-38 o HM-43 in configurazione portee. Le ultime due ebbero particolare successo, rivelandosi molto mobili e ottimamente equipaggiate (si presentavano ottime per l'osservazione essendo ad'abitacolo scoperto, e il mortaio HM-38 ,capace di scagliare a oltre 6000 m 16 kg di esplosivo, era un'arma devastante), tanto che i reparti richiedevano insistentemente un mezzo simile di produzione nazionale, stufi di ricevere il veicolo in lotto piuttosto scarsi.